# المحطة السادسة الصحراء
المحطة السادسة-الصحراء (بالإنجليزية: Station Six-Sahara)‏ هو فيلم درامي بريطاني ألماني أنتج عام 1963 من إخراج سيث هولت.

## القصة
تدور أحداث الفيلم حول شقراء جذابة في محطة وسط الصحراء تثير المشاكل بين الرجال الذين يعملون هناك.

## ممثلون
- كارول بيكر
- بيتر فان إيك
- إيان بانين
- دنهولم إليوت
- ماريو أدورف
- بيف ماجواير
- هاري بيرد

## وصلات خارجية
- المحطة السادسة-الصحراء علي موقع IMDb